# Torsten Sümnich
Torsten Sümnich (* 1. Oktober 1973 in Bad Kreuznach) ist ein ehemaliger deutscher Fußballspieler.

## Werdegang
Torsten Sümnich wurde beim TUS Argenthal im Hunsrück entdeckt. Sümnich begann seine Karriere in der Jugend des MSV Duisburg, wo er auch als Spieler der zweiten Mannschaft den Sprung in den Herrenbereich schaffte. In der Saison 1997/98 wechselte er zum Oberligisten FC Wegberg-Beeck und 1999/2000 zum Zweitligisten SC Fortuna Köln, wo er bis zu seinem Wechsel nach Braunschweig im Jahre 2001 blieb. Der 1,80 m große Mittelfeldspieler war von 2001 bis 2006 bei Eintracht Braunschweig unter Vertrag. Mit dem Braunschweigern schaffte er 2002 und 2005 den Aufstieg in die 2. Bundesliga.
Nach seinem Karriereende im Juni 2006 betreibt der Diplomsportlehrer Sümnich eine Fußballschule in Braunschweig und war von 2007 bis 2011 Trainer der B-Jugend von Eintracht Braunschweig. Seit Juli 2008 ist Torsten Sümnich Mitglied im VfB Rot-Weiß Braunschweig und betreute von 2008 bis 2012 das bundesweit einmalige Projekt Lebenschancen durch Sport, mit dem der Verein Kinder und Jugendliche zu sportlicher Betätigung animieren wollte. Seit Juli 2012 ist Torsten Sümnich für das Nachfolgeprojekt Bewegungsförderung für Kinder und Jugendliche im Westen der Stadt Braunschweig tätig. Projektträger ist ebenfalls der VfB Rot-Weiß Braunschweig. Des Weiteren leitet er Arbeitsgemeinschaften und Sportkurse im Bereich Fußball am Gymnasium Gaußschule am Löwenwall in Braunschweig.